# 长安街道 (沈阳市)
长安街道，是中华人民共和国辽宁省沈阳市大东区下辖的一个乡镇级行政单位。

## 行政区划
长安街道下辖以下地区：
民航社区、园中社区、东胜社区、滂江社区、长安社区、江东社区、莲花社区和军航社区。